# Gente bien (película)
Gente bien es una película argentina dirigida por Manuel Romero sobre su guion que se estrenó el 28 de junio de 1939 y que tuvo como protagonistas a Amalia Bernabé, María Esther Buschiazzo, Miguel Caló, Hugo del Carril, Delia Garcés, Tito Lusiardo y Nathán Pinzón.		

## Reparto
Participaron en el filme los siguientes intérpretes:
- María Armand ... Doña María
- Amalia Bernabé ... Clara
- María Esther Buschiazzo ... Dora
- Miguel Caló
- Hugo del Carril ... Carlos
- Lucy Galián ... Mujer de la calle
- Delia Garcés ... Elvira
- Tito Lusiardo ... Medina
- June Marlowe ... Dolly
- Ana May ... Esther
- Nathán Pinzón
- Enrique Roldán ... Fernando Cuesta
- Marcelo Ruggero ... Don Lorenzo

## Sinopsis
Una madre soltera a la que se le niega trabajo para mantener al hijo que tuvo con el aristócrata (Enrique Roldán) que la había seducido, y que además pretende casarse con una millonaria, es ayudada por un cantor (Hugo del Carril), un director de orquesta (Tito Lusiardo) y una cancionista estadounidense (June Marlowe), quienes le consiguen amparo en la pensión donde viven.

## Comentario
Cuenta con temas musicales de Francisco Canaro, Juan D'Arienzo y Tito Ribero con las orquestas de Miguel Caló y la de jazz de Harold Mickey. Fue una de las películas estudiadas en 1996 por alumnos y docentes de la carrera de Sociología de la Facultad de Ciencias Sociales de la Universidad de Buenos Aires, trabajos publicados en el libro Cine e imaginario social, compilado por Fortunato Mallimacci e Irene Marrone.
Ulyses Petit de Murat comentó: "Otra película de Romero... los buenos con su premio, los malos con su merecido... No falta su moraleja". Por su parte Manrupe y Portela opinan: "Para un estudio del papel de la mujer en la sociedad de la época, con sus moralinas, prejuicios (entre los cuales figuran los del propio director) y enfrentamientos de clase. Cuellos duros, ambiente "chic" y el esperado final feliz en otro film menor de Romero. Fue la primera película de June Marlowe".